# Tigerella

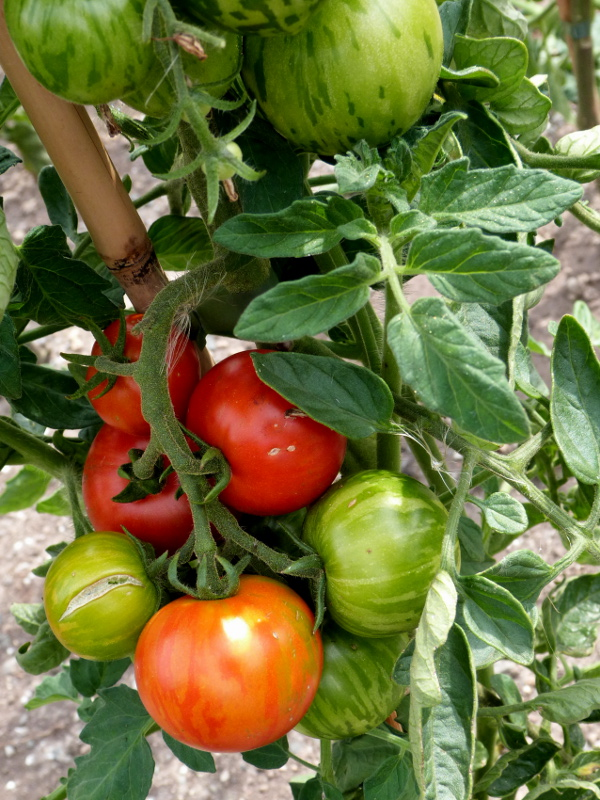
Tigerella-Tomate

Tigerella ist eine Sorte der Tomate (Solanum lycopersicum). Die Tigerella und die amerikanische Sorte Mr. Stripey werden öfters fälschlich als identisch angesehen. Mr. Stripey ist jedoch eine wesentlich größere und anders gefärbte Fleischtomate.

## Beschreibung
Ein klares Erkennungsmerkmal der Tigerella sind die grünen, roten und gelben Streifen. Sie zeichnet sich vor allem durch ihren einzigartigen, fast schon fruchtigen Geschmack aus.

## Hinweis zur Aussaat
Die Samen sollten im Spätwinter bis Frühling unter guten Lichtbedingungen 1,5 mm tief ausgesät werden. Die Keimung dauert etwa 6 bis 14 Tage bei Temperaturen zwischen 24 und 27 °C.

## Hinweis zur Auspflanzung
Wenn die Sämlinge groß genug sind (d. h. sobald sich nach den Keimblättern das erste richtige Blattpaar gebildet hat), sollten sie in 8 cm große Töpfen pikiert werden und später in Töpfen oder Wachsbeuteln in einem Abstand von 45 bis 60 cm umgetopft werden.
Tigerellas können ab Ende Mai nach draußen ausgepflanzt werden. Dabei ist zu beachten, dass sie stets gut gewässert sind. In einer geschützten Lage mit ausreichend Sonnenlicht und nährstoffreicher Erde gedeiht die Tigerella hervorragend.

## Anleitung zur Pflege
Die Pflanzen sind auf Rankhilfen und auf wiederholtes Anbinden angewiesen. Wichtig ist, dass nur ein Haupttrieb richtig gedeiht und die Seitentriebe ständig entfernt werden.